# 学习大教堂
学习大教堂（Cathedral of Learning，昵称：Cathy）是美国匹兹堡大学的主要建筑之一，也是匹兹堡的地标。这栋哥特复兴式建筑共42层，高达535英尺（163），是西半球最高的教学楼，也是世界第二高的哥特式建筑。学习大教堂在1926年动工，1934年10月完工，到1937年6月才正式启用。
它是用印第安那石灰岩建成的，有超过2000个房间，是匹兹堡大学的主要教学楼和行政大楼，该大学的文艺和科学学院、社会服务学院和荣誉学院也在这里办公，此外还有剧院、食堂等服务设施。

## 國際教室
学习教堂内有2000多个房间，是匹兹堡大学主要的教学和行政中心。学习教堂内有30个設計成不同國家文化風格的國際教室（Nationality Rooms）。
| - 非洲 - 亚美尼亚 - 奥地利 - 中国 - 捷克斯洛伐克 - 早期美洲 |  | - 英格兰 - 法国 - 德国 - 希腊 - 匈牙利 - 印度 |  | - 爱尔兰 - 以色列 - 意大利 - 日本 - 立陶宛 - 韩国 |  | - 挪威 - 波兰 - 罗马尼亚 - 俄罗斯 - 苏格兰 - 瑞典 |  | - 瑞士 - 叙利亚-黎巴嫩 - 土耳其 - 乌克兰 - 威尔士 - 南斯拉夫 |

## 扩展阅读
- Alberts, Robert C. . University of Pittsburgh Press. 1986  [2018-10-29]. ISBN 978-0-8229-1150-0. （原始内容存档于2020-07-27）.
- Bowman, John G. . 1963.
- Brown, Mark McCullough. . University Art Gallery, Henry Clay Frick Fine Arts Building, University of Pittsburgh. 1987.
- Starrett, Agnes Lynch. . University of Pittsburgh Press. 1938.
- Nationality Rooms Guide Training Material